# MIG-29 Fighter Pilot
MIG-29 Fighter Pilot est un simulateur de vol de combat sorti en 1993 sur Mega Drive. Le jeu a été développé et édité par Domark.